# Церковь Покрова Пресвятой Богородицы в Покровском-Рубцове
Церковь Покрова Пресвятой Богородицы в Покровском-Рубцове — православный храм в посёлке Пионерском городского округа Истра Московской области, в бывшей усадьбе Покровское-Рубцово. Относится к Истринскому благочинию Одинцовской епархии Русской православной церкви.
Главный престол освящён в честь праздника Покрова Пресвятой Богородицы, придел — во имя святителя Николая.

## История
В 1585 году село Рубцово числилось за крупными землевладельцами Ябедиными. В XVII веке владельцами села стали Нащокины. Предположительно, именно при Нащокиных начала обустраиваться усадьба Покровское-Рубцово.
В 1745—1748 годах солдат лейб-гвардии Семёновского полка Михаил Нащокин в усадьбе построил Покровскую церковь. Первоначально здание церкви было выстроено в стиле барокко и принадлежало к довольно редкому в Подмосковье центрическому четырёхлепестковому типу храмов.
В начале XIX века Покровский храм был перестроен вместе с остальными постройками усадьбы в духе позднего классицизма. К храму пристроили обширную трапезную с приделом во имя Николая Чудотворца и трёхъярусную колокольню.
В настоящее время настоятелем храма является протоиерей Максим Сычёв. При церкви работает воскресная школа.